# Undringar
Undringar es el nombre del primer álbum de estudio lanzado por el cantante y escritor Ted Gärdestad. Fue publicado por Polar Music en 1972. Contiene su sencillo que lo hizo famoso, "Jag vill ha en egen måne", junto a "Hela världen runt", "När du kommer" y "Snurra du min värld". El álbum fue producido por Benny Andersson y Björn Ulvaeus, grabado por Michael B. Tretow y contiene vocales no acreditadas por Agnetha Fältskog y Anni-Frid Lyngstad. En 1991, el álbum fue lanzado en formato de CD.

## Lista de temas
Música por Ted Gärdestad, letras por Kenneth Gärdestad, excepto donde se indique.
| Lado A |                            |          |  |
| N.º    | Título                     | Duración |  |
| 1.     | «Helena» (Ted Gärdestad)   | 3:19     |  |
| 2.     | «Sommarlängtan»            | 2:37     |  |
| 3.     | «Jag vill ha en egen måne» | 3:17     |  |
| 4.     | «Räcker jag till»          | 3:00     |  |
| 5.     | «Ett stilla regn»          | 3:26     |  |
| 6.     | «När du kommer»            | 2:47     |  |

| Lado B |                       |          |  |
| N.º    | Título                | Duración |  |
| 1.     | «Snurra du min värld» | 2:59     |  |
| 2.     | «Så mycket bättre»    | 3:54     |  |
| 3.     | «Hela världen runt»   | 2:41     |  |
| 4.     | «I dröm och fantasi»  | 4:05     |  |
| 5.     | «Beat It, Girl»       | 4:34     |  |

## Personal
- Ted Gärdestad: Voz principal, guitarra
- Benny Andersson: Piano, Coro
- Björn Ulvaeus: Guitarra acústica, Coro
- Jan Schaffer: Guitarra acústica, Guitarra eléctrica
- Mike Watson: Bajo
- Ola Brunkert: Batería
- Agnetha Fältskog: Coro
- Anni-Frid Lyngstad: Coro
- Lena Andersson: Coro en «Helena»

## Producción
- Productores: Benny Andersson, Björn Ulvaeus
- Ingenieros: Michael B. Tretow, Rune Persson, Åke Elmsäter
- Grabado en Metronome Studios en Estocolmo, Suecia